# کوه بالاتوکان
کوه بالاتوکان (به لاتین: Mount Balatukan) یک کوه در فیلیپین است که در Northern Mindanao واقع شده‌است. کوه بالاتوکان ۲٬۵۶۰ متر بالاتر از سطح دریا واقع شده‌است.